# Apogon lineatus
 Apogon lineatus és una espècie de peix de la família dels apogònids i de l'ordre dels perciformes.

## Morfologia
Els mascles poden assolir els 9 cm de longitud total.

## Distribució geogràfica
Es troba des de Hokkaido (Japó) fins al Mar de la Xina Meridional. També a Oman.